# Vincenzo Sylos Labini
Vincenzo Sylos Labini (Bitonto, 23 luglio 1809 – Bitonto, 10 aprile 1880) è stato un politico italiano.

## Biografia
Proprietario terriero di famiglia nobile, è diventato membro della Camera dei Pari delle Due Sicilie nel 1848 e successivamente Senatore del Regno d'Italia.